# Môi giới mại dâm

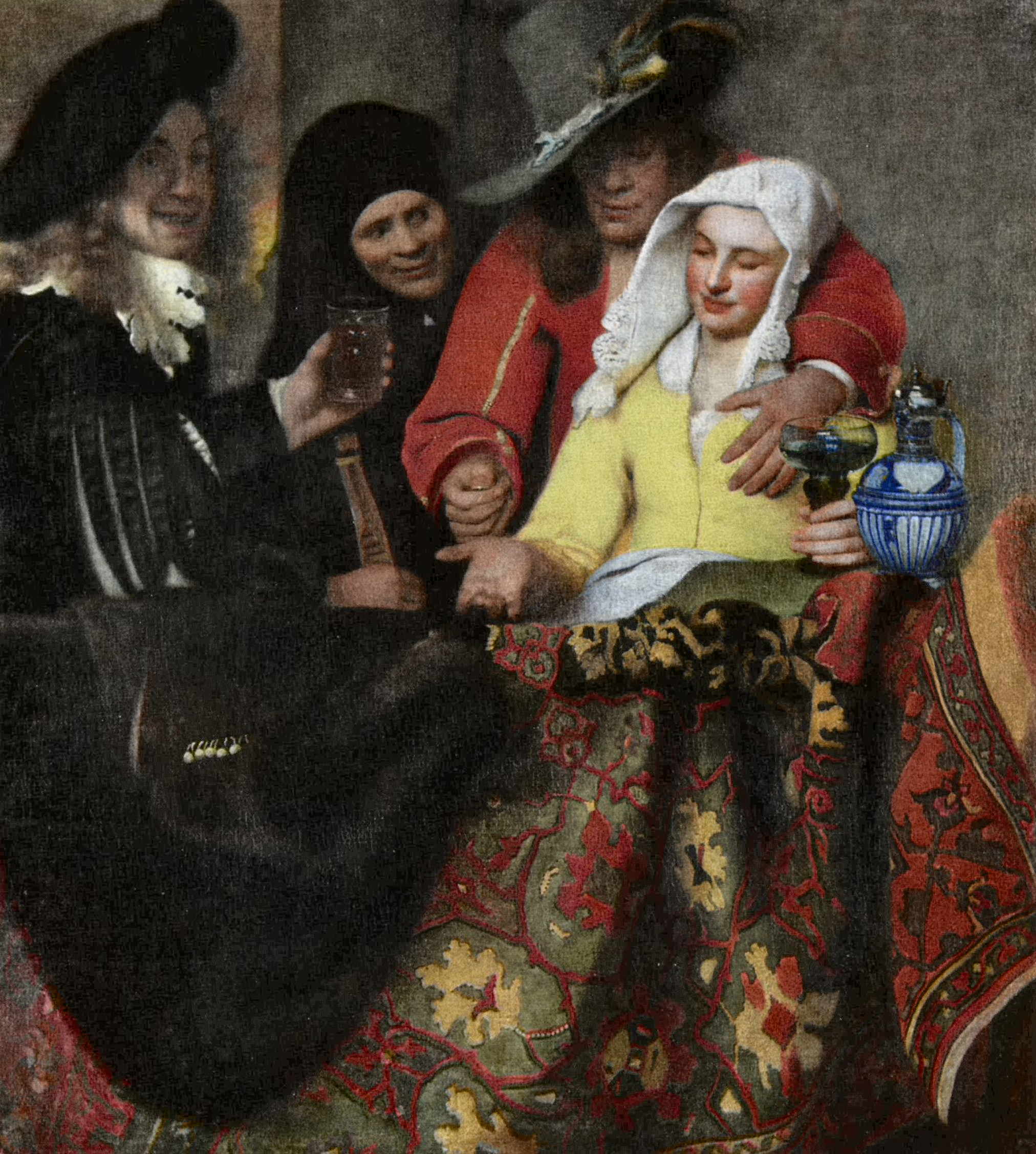
Tú bà vẽ bởi Jan Vermeer

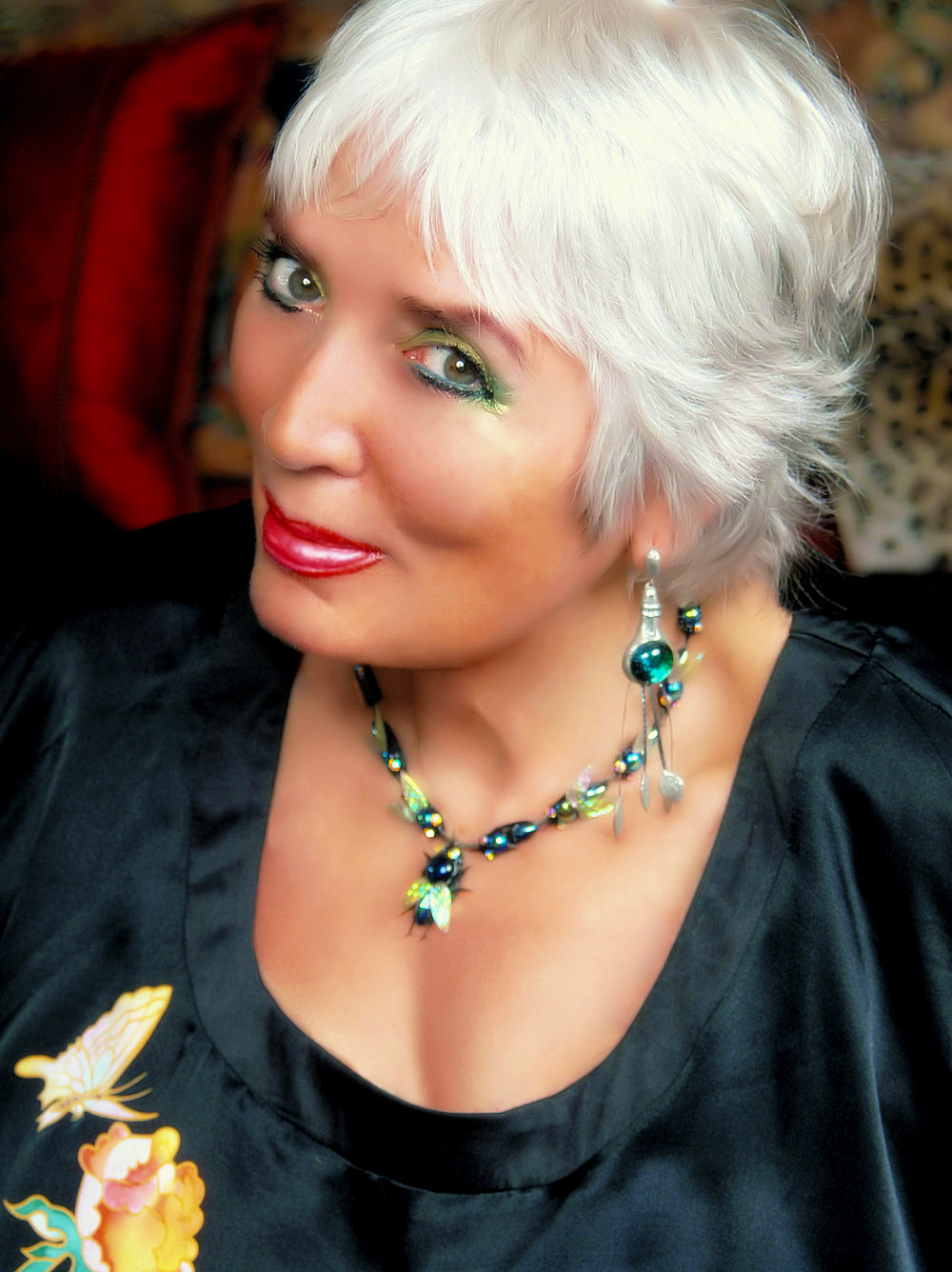
Xaviera Hollander, một cựu madam, gái gọi, và tác giả, đã có lúc là bà chủ hàng đầu của thành phố New York

Môi giới (procuring)/ mai mối (pandering) mại dâm hoặc dắt gái là việc tạo điều kiện hoặc cung cấp gái mại dâm hoặc người bán dâm trong việc sắp xếp hành vi tình dục với khách hàng. Một kẻ dắt gái, thông tục gọi là một tay ma cô/ pimp (nếu nam) hoặc một tú bà/ má mì/ madam (nếu nữ) hoặc chủ nhà thổ (brothel-keeping), là một đại lý cho gái mại dâm người chỉ được một phần thu nhập cá nhân của họ. Công ty kiểm toán có thể nhận được số tiền này để đổi lấy các dịch vụ quảng cáo, bảo vệ vật lý hoặc cung cấp và có thể độc quyền, một địa điểm nơi gái mại dâm có thể thu hút khách hàng. Giống như mại dâm, tính hợp pháp của một số hành động nhất định của một madam hoặc ma cô khác nhau tùy theo khu vực.
Ví dụ về môi giới bao gồm:
- buôn người vào một quốc gia với mục đích lôi kéo tình dục
- điều hành một doanh nghiệp mại dâm
- vận chuyển một gái mại dâm đến địa điểm sắp xếp của họ
- thu được lợi nhuận tài chính từ mại dâm của người khác